# Lake Goonabulka
Der Lake Goonabulka ist ein See im Südwesten des australischen Bundesstaates Queensland. 
Der See liegt am Oberlauf des Diamantina River.